# 斯塔鎮區 (北卡羅萊納州蒙哥馬利縣)
斯塔鎮區（英語：Star Township）是位於美國北卡羅萊納州蒙哥馬利縣的一個鎮區。

## 地方資料
斯塔鎮區的面積為78.22平方千米，皆為陸地。根據2020年美國人口普查的數據，當地共有人口2782人，而人口密度為每平方千米35.57人。